# Cierva C.30

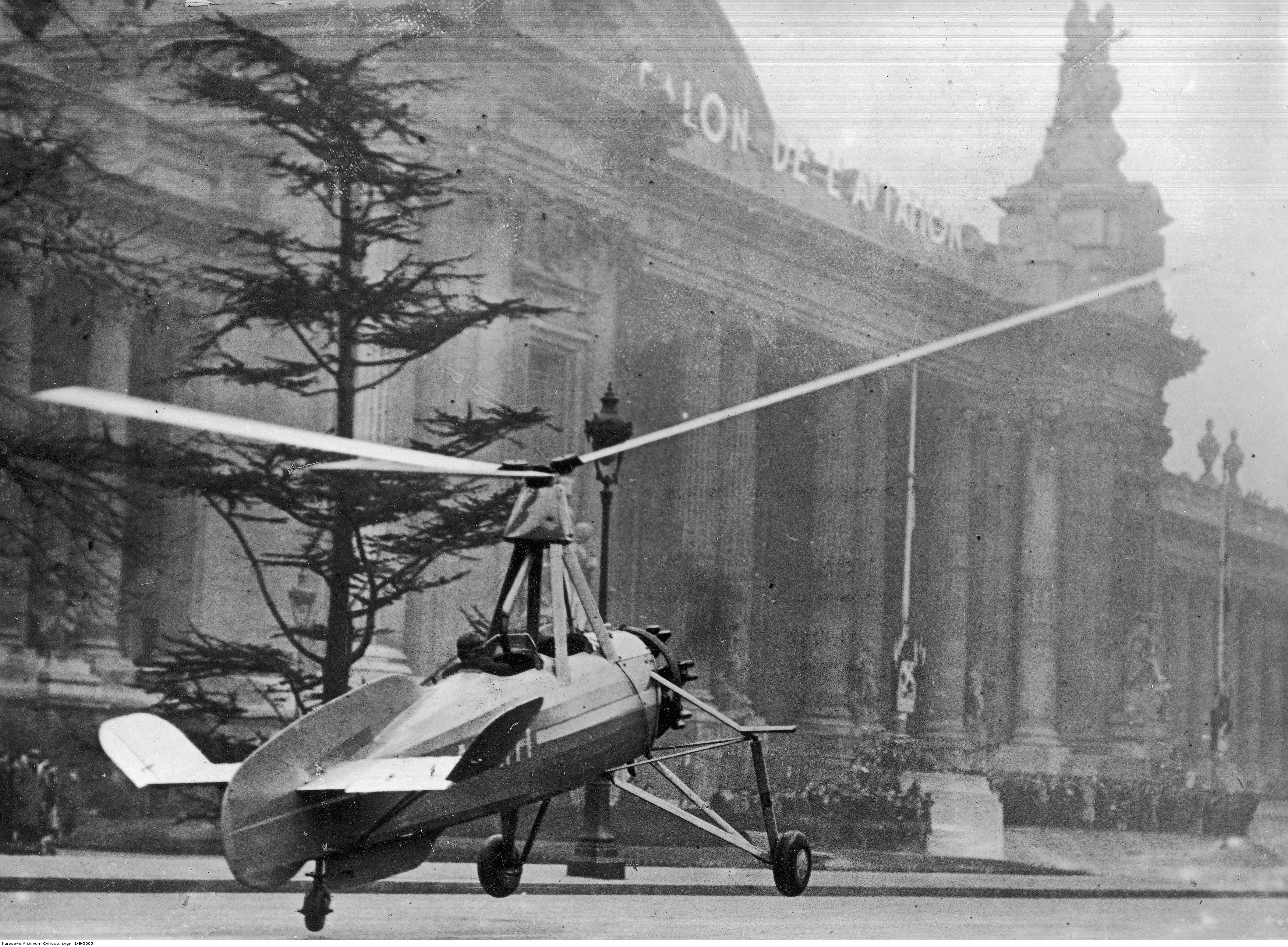
C.30A G–ACWH bei einer Flugvorführung auf dem Pariser Aero-Salon 1934

Die Cierva C.30 (auch Avro 671) war ein Tragschrauber, der Mitte der 1930er Jahre in Großbritannien von A.V. Roe and Company als Lizenznehmer der Cierva Autogiro Company gebaut wurde.

## Geschichte

### Entwicklung

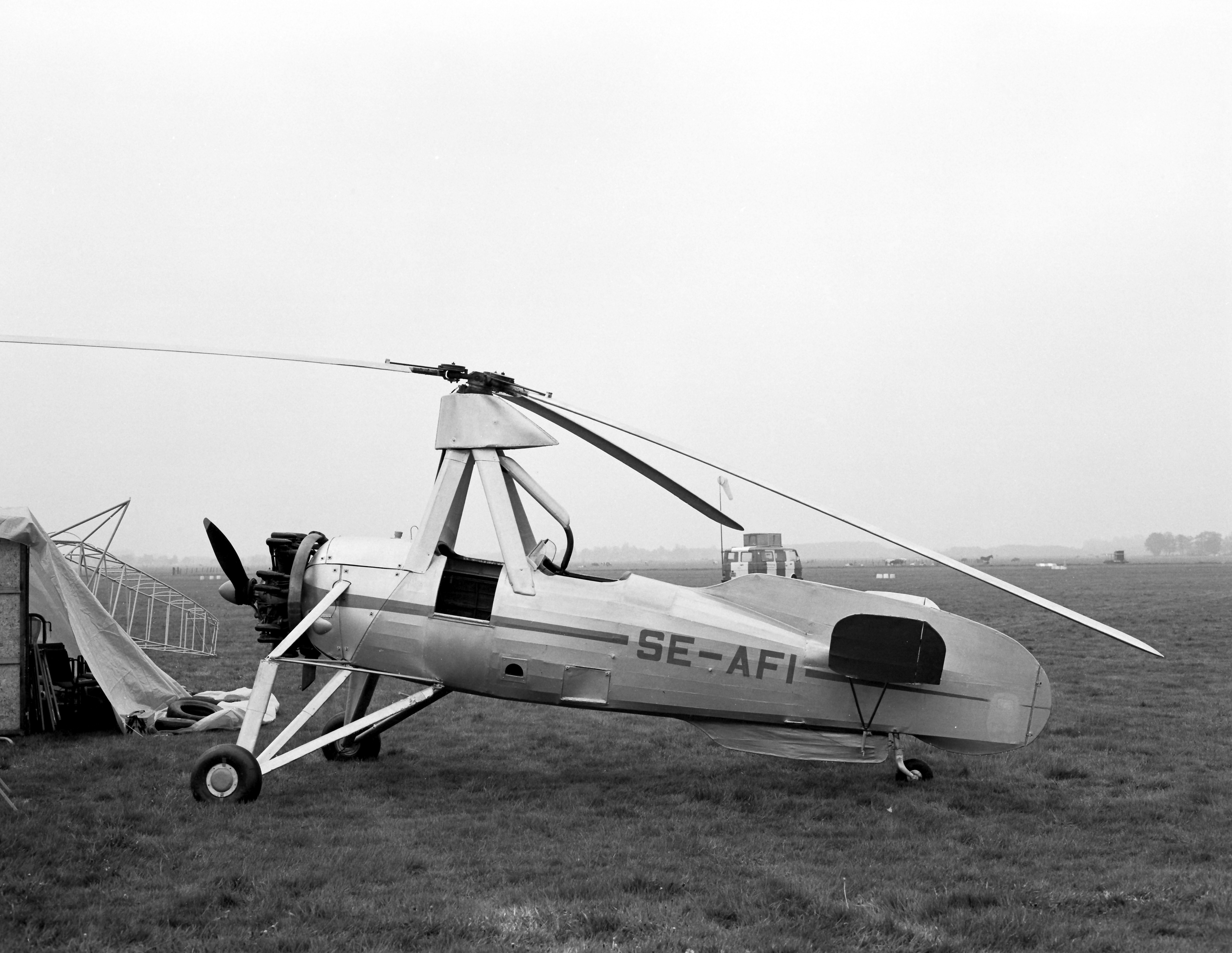
Der hängende Direct-Control-Steuerknüppel in einer C.30. Der Pilot saß im hinteren Sitz.

Anfang 1934 erhielt Avro eine Lizenz zum Bau des Cierva C.30, ein zweisitziger Tragschrauber mit einem 140 PS leistenden Armstrong Siddeley Genet Major IA als Antrieb. Auch das Rotorsystem sollte von Avro in Manchester gebaut werden. Entwicklungsgrundlage für die erste C.30 (Kennzeichen G–ACFI), die in Hanworth von den National Flying Services gebaut wurde, war die Cierva C.19 Mk. V. Es folgten ein C.30P-Prototyp (G–ACKA), der von Airwork in Heston gebaut wurde und drei C.30P-Vorserienmaschinen (G–ACIM, ACIN und ACIO), gebaut von Avro in Manchester.
Die C.30 führte die in der C.19 Mk. V erstmals erprobte Direct-Control-Flugsteuerung in die Serienfertigung ein. Mit der C.30 führte Avro ebenfalls Forschungsarbeiten zum Direktstart – also ohne vorherigen Startlauf – durch. Hierzu wurde der bereits bei der Weir W.2 erstmals experimentell verwendete Auto-Dynamic-Rotorkopf in die G–ACWF eingebaut und am 23. Juli 1936 öffentlich auf dem Hounslow-Heath-Flugfeld vorgeführt. Die Schwenkgelenke des Rotors waren hier schräggestellt und hatten keine Reibungsdämpfer, um eine sehr schnelle Verstellung des Anstellwinkels und damit einen Sprungstart zu ermöglichen. Hierzu wurde der Rotor vor dem Start in Drehung über die eigentliche Drehzahl der Autorotation hinaus versetzt und anschließend die in der Überdrehzahl des Rotors gespeicherte kinetische Energie durch eine schlagartige kollektive Änderung des Anstellwinkels der Rotorblätter aus der Nullstellung, in eine Aufwärtsbewegung umgewandelt.

### Militärische Produktion

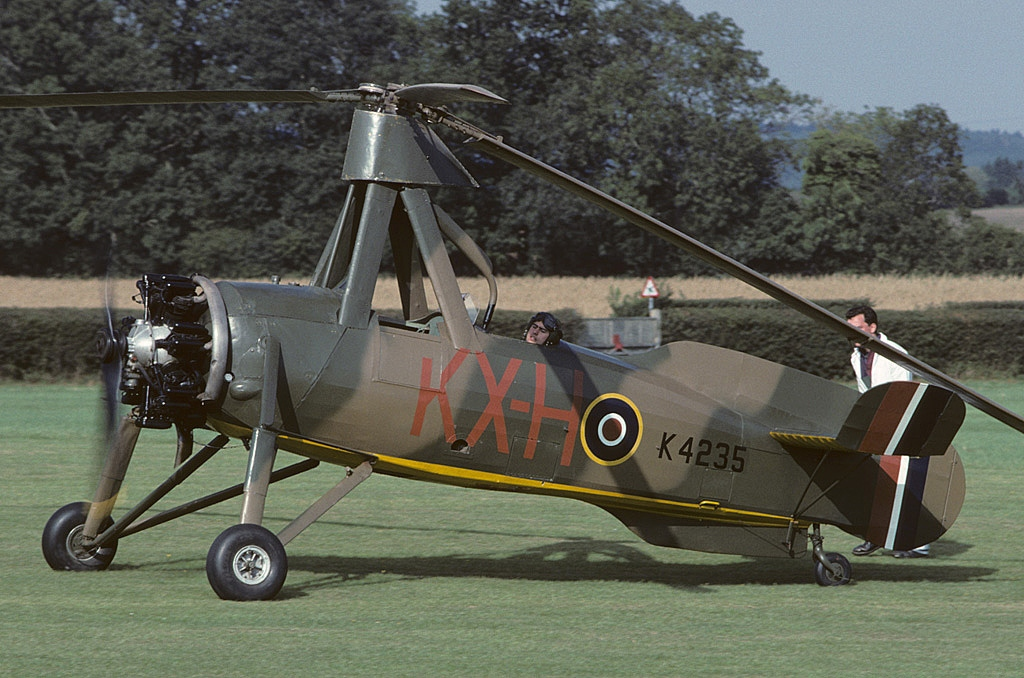
Restaurierte C.30A mit den Markierungen einer im Zweiten Weltkrieg für die Kalibrierung von Radaranlagen eingesetzten Rota I

Einer der ersten Aufträge kam vom Air Ministry, das am 14. Februar 1934 zehn (später zwölf) Maschinen zu Erprobungszwecken im Bereich der Heeresunterstützung bestellte. Die Flugzeugzelle erhielt die militärische Bezeichnung Rota I, während das Triebwerk Civet I genannt wurde. Die Auslieferung erfolgte zwischen dem 24. August 1934 und dem 23. Mai 1935 an die School of Army Co-Operation. Die Anforderungen wurden in der Air Ministry Specification 16/35 zusammengefasst, die 1935 angepasst an die bereits vorhandene Maschine erstellt wurde. Zu diesem Zeitpunkt erhielt sie auch rückwirkend die Werksbezeichnung Avro 671.
Die erste Rota (RAF-Seriennummer K4230) ging 1934 an das Directorate of Technical Development, das sie 5. Februar 1935 zur Erprobung an das Aeroplane and Armament Experimental Establishment in RAF Martlesham Heath weitergab. Dort erhielt die Maschine anschließend außen angebrachte Luftsäcke für Decklandeversuche auf der Furious und später auf der Courageous. K4296, die erste der zwei zusätzlich bestellten Rota I, erhielt Metallschwimmer und flog damit zum ersten Mal am 15. April 1935 vom River Medway.
Bei Kriegsbeginn waren die meisten der noch in England vorhandenen zivilen C.30A in Hanworth und Hamble eingelagert. Anfang 1941 baute die Autogiro-Abteilung des No. 74 (Signals) Wing davon sechs Exemplare wieder auf, die zusammen mit vier verbleibenden Rota I und sieben weiteren zivilen C.30A für Kalibrierungs-Flüge der an der Küste installierten Radaranlagen eingesetzt wurden. Im Februar 1942 wurde die Einheit in No. 1448 Flight und im Juni 1943 in No. 529 Squadron umbenannt.

### Zivile Produktion
Die zivile Produktion und diejenige für den Export umfasste 66 Exemplare der C.30A, die über die Cierva-Zentrale in Hanworth vertrieben wurden. Zwischen 1935 und etwa 1938 war die Mehrzahl aller C.30 in Großbritannien zugelassen worden, danach verlor sie allerdings dort an Beliebtheit. So wurden 16 ehemals britisch registrierte Maschinen nach Australien, Frankreich, Deutschland, Italien, die Niederlande, Polen und in die Schweiz weiterverkauft. Direkte Export-Auslieferungen gingen an China, Indien, Litauen, Russland und Australien.

### Lizenzproduktion
In Frankreich wurde die C.30A von Lioré et Olivier als LeO C.30 mit einem Salmson 9NE gebaut. Focke-Wulf baute 40 C.30A mit einem Siemens-Motor als Focke-Wulf Fw 30.

## Versionen
C.30
erster Prototyp
C.30P
ein weiterer Prototyp und drei Vorserienmaschinen
C.30A
zivile Serienvariante. Gegenüber der C.30P geändertes Fahrwerk mit größerer Spurweite und leistungsstärkeres Triebwerk
Avro Rota I
12 Exemplare der militärischen Serienvariante, Anfang 1941 wurden sechs C.30A zusätzlich als Rota I in Dienst gestellt

## Technische Daten
nach Ord-Hume
| Kenngröße                         | C.30                                                                | C.30A                       | C.30A Rota (Wasserflugzeug) |
| --------------------------------- | ------------------------------------------------------------------- | --------------------------- | --------------------------- |
| Besatzung                         | 2                                                                   | 2                           | 2                           |
| Länge                             | 6,10 m                                                              | 6,00 m                      | 6,00 m                      |
| Spannweite der Tragfläche         | ohne Tragflächen                                                    | ohne Tragflächen            | ohne Tragflächen            |
| Rotordurchmesser (Dreiblattrotor) | 11,29 m                                                             | 11,29 m                     | 11,29 m                     |
| Rotordrehzahl                     | 180 bis 210 min−1                                                   | 180 bis 210 min−1           | 180 bis 210 min−1           |
| Höhe                              | 3,38 m                                                              | 3,38 m                      | 3,38 m                      |
| Leermasse                         | 554 kg                                                              | 554 kg                      | 679 kg                      |
| max. Startmasse                   | 817 kg                                                              | 863 kg                      | 948 kg                      |
| Höchstgeschwindigkeit             | 168 km/h                                                            | 176 km/h                    | 154 km/h                    |
| Reisegeschwindigkeit              | 136 km/h                                                            | 144 km/h                    | 134 km/h                    |
| Reichweite                        | 450 km                                                              | 450 km                      | –                           |
| Dienstgipfelhöhe                  | 3990 m                                                              | 2430 m                      |                             |
| Triebwerk                         | 1 × 5-Zylinder-Sternmotor Armstrong Siddeley Genet Major I (105 PS) | 1 × Genet Major IA (140 PS) | 1 × Genet Major IA (140 PS) |

## Erhaltene Exemplare

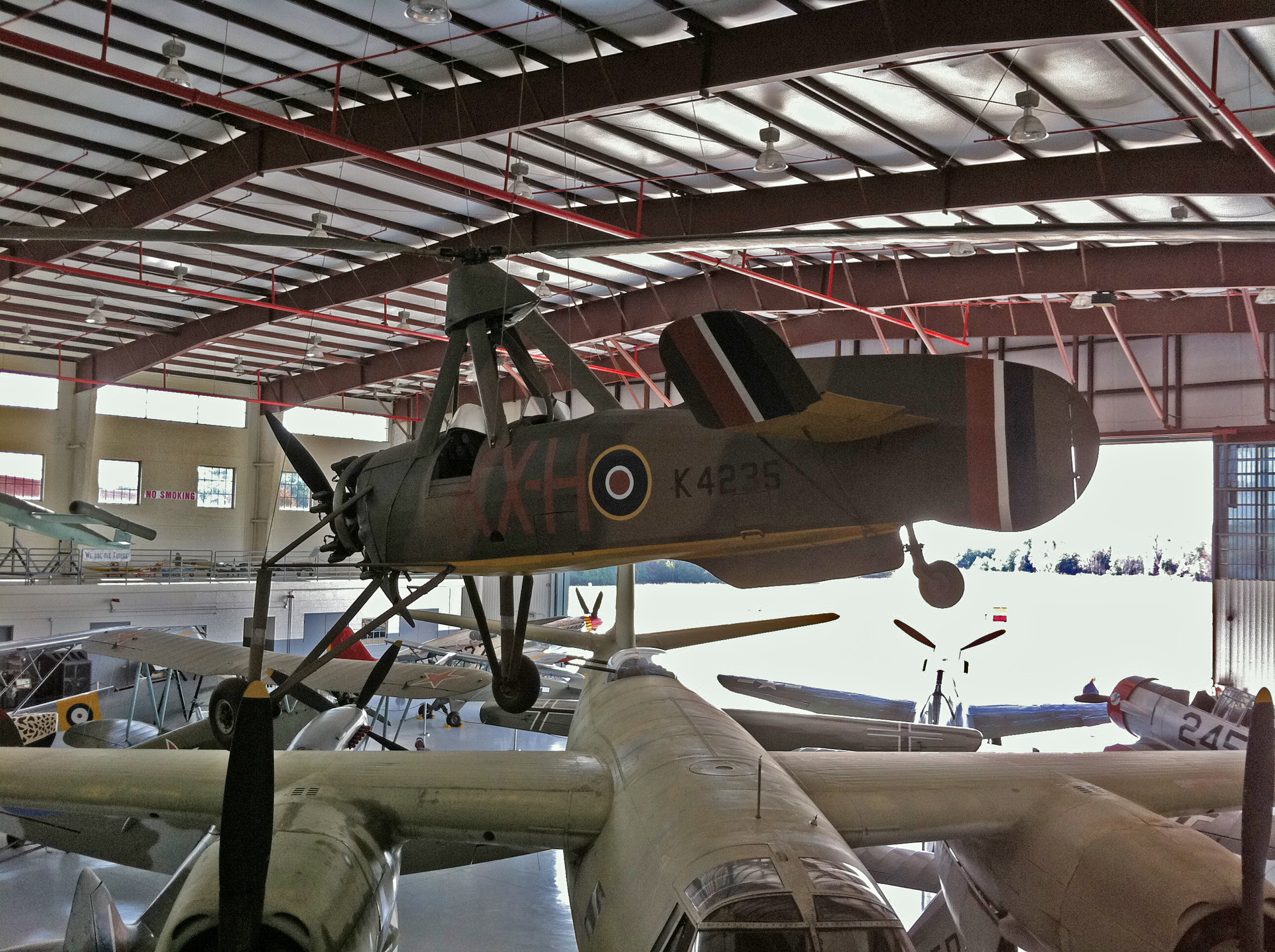
K4235 im Fantasy of Flight Museum in Polk City, Florida

- HM580/G–ACUU im Imperial War Museum Duxford
- Rota I K4232/SE–AZB im Royal Air Force Museum in London
- K4243/G–AHMJ im RAF Museum
- AP507/G–ACWP im Science Museum in London
- MM30030 der Regia Aeronautica als I–CIER im Museo nazionale della scienza e della tecnologia Leonardo da Vinci in Mailand
- SE–AEA der schwedischen Luftwaffe im Technischen Museum Stockholm
- SE–AFI der schwedischen Luftwaffe, als PH–HHH im Aviodrome in Lelystad
- LV–FBL im Museo Nacional de Aeronáutica de Argentina in Buenos Aires
- VH–USR im Powerhouse Museum in Sydney.
- K4235 im Museum Fantasy of Flight in Polk City, Florida.
- Leo C-302 F–BDAD im Musée de l’air et de l’espace in Paris.